# 탄소 음이온
탄소 음이온(영어: carbanion)은 탄소가 3가(3개의 결합을 형성함)이고 형식적인 음전하(적어도 하나의 중요한 공명 형태)를 갖는 음이온이다.
공식적으로 탄소 음이온은 탄소산의 짝염기이다.
R3CH + :B− → R3C:− + HB
여기서 B는 염기를 나타낸다. 알케인(sp3 탄소에서), 알켄(sp2 탄소에서), 아렌(sp2 탄소에서), 알카인(sp 탄소에서)의 탈양성자화로 형성된 탄소 음이온은 각각 알킬, 알케닐(비닐), 아릴, 알키닐(아세틸라이드) 음이온으로 알려져 있다.

## 같이 보기
- 탄소 양이온